# Bödakusten östra
Bödakusten östra ist ein Naturreservat auf der schwedischen Ostseeinsel Öland.
Das im Nordosten der Insel gelegene Reservat gehört zum Ökopark Böda. Es umfasst den nördlichen Teil der Bödabucht und grenzt im Norden an das Naturreservat Trollskogen.
Im Süden des Gebiets befindet sich eines der größten Dünengelände Schwedens. Auch ein großer Teil des an der Bödabucht bestehenden Sandstrands, des längsten Sandstrandes Ölands, gehört zum Reservat. Die durch Flugsandabtragung entstandenen Sand- und Schotterflächen sind prägend für die Landschaft des Gebiets. Auf sandigen mageren Kiefernheiden stehen sehr alte Kiefern. Der Wald hat einen hohen Anteil an Totholz, was eine artenreiche Insektenfauna zur Folge hat. Auch brüten Vogelarten wie Seeadler, Fischadler und Samtente. Die Flora ist jedoch bedingt durch die schwierigen Bodenverhältnisse sehr artenarm. Die Bodenvegetation besteht vorwiegend aus Moosen und Flechten.
Zwischen dem Trollskogen und Fagerrör verkehrt die Museumseisenbahn Böda Skogsjärnväg durch das Gebiet des Naturreservats.